# 格拉比夫齊 (喬爾特基夫區)
48°53′54″N 26°2′44″E / 48.89833°N 26.04556°E
格拉比夫齊（烏克蘭語：Грабівці），是烏克蘭的村落，位於該國西部捷爾諾波爾州，由喬爾特基夫區負責管轄，面積0.4平方公里，海拔高度294米，2001年人口69，人口密度每平方公里172.1人。